# Josef Thoř
Josef Thoř (22. červen 1867 Kobyly – květen 1948) byl český a československý politik a meziválečný senátor Národního shromáždění.

## Biografie
Povoláním byl čalouníkem v Hradci Králové. Od roku 1895 působil jako čalouník a dekoratér. Jeho firma sídlila na třídě Čsl. armády v domě čp. 426. V letech 1911–1922 byl členem kuratoria pro výstavbu muzea. Od roku 1909 zasedal v hradeckém městském zastupitelstvu.
V parlamentních volbách v roce 1920 získal za Československou živnostensko-obchodnickou stranu středostavovskou senátorské křeslo v Národním shromáždění. Mandát obhájil v parlamentních volbách v roce 1925, parlamentních volbách v roce 1929 a parlamentních volbách v roce 1935. V senátu zasedal až do jeho zrušení v roce 1939. Ještě předtím, v prosinci 1938, přestoupil do senátorského klubu nově zřízené Strany národní jednoty.
Zemřel v první polovině roku 1948 v Hradci Králové.